# Városligeti fasor
Városligeti fasor est une rue de Budapest, située dans les quartiers de Terézváros (6e arrondissement) et d'Erzsébetváros (7e arrondissement).